# Treonina
La treonina (abreviada Thr o T) es uno de los veinte aminoácidos que componen las proteínas; su cadena lateral es hidrófila. Está codificada en el ARN mensajero como ACU, ACC, ACA o ACG.
La L-treonina (levo treonina) se obtiene casi preferentemente mediante un proceso de fermentación por parte de los microorganismos (por ejemplo levaduras modificadas genéticamente), aunque también puede obtenerse por aislamiento a partir de hidrolizados de proteínas para su uso farmacéutico.

## Historia
La treonina fue el último de los 20 aminoácidos proteinogénicos comunes descubiertos en 1935 por el estadounidense William Cumming Rose, colaborando con Curtis Meyer y William Rose. El aminoácido treonina fue nombrado porque era similar en estructura a la treosa, un monosacárido de cuatro carbonos o carbohidrato con fórmula molecular C
4H
8O
4.

## Biosíntesis
Como un aminoácido esencial, treonina no es sintetizado en suficiente cantidad en humanos, por lo que debe ingerirse en proteínas que consume. En plantas y microorganismos, la treonina es sintetizada a partir del ácido aspártico por la vía α-Aspartil-semialdehído y homoserina. Enzimas involucradas en su síntesis incluyen:
La Treonina actúa conjuntamente con otros dos aminoácidos: la metionina y el ácido aspartico ejerciendo labor de metabolizar las grasas que se depositan en órganos como el hígado. 
- Asparto quinasa
- α-Aspartil-semialdehído  deshidrogenasa
- Homoserina deshidrogenasa
- Homoserina quinasa
- Treonina sintasa

## Enfermedades metabólicas
La degradación de la treonina está alterada en las siguientes enfermedades metabólicas:
- Acidemia propiónica
- Aciduria malónica y metilmalónica combinada (CMAMMA)
- Aciduria metilmalónica